# أور عقيفا
أور عقيفا (بالعبرية: אוֹר עֲקִיבָא) مدينة إسرائيلية، تقع في منطقة حيفا بمحاذاة مدينة قيسارية على أراضي قرية برة قيسارية الفلسطينية. تبلغ مساحتها 3.5 كم2، كما بلغ عدد سكانها في عام 2010 قرابة 16,100 نسمة.

## توأمة
لأور عقيفا اتفاقيات توأمة مع كل من:
- هينسشتي
- ميامي

## أعلام
- عيزر فايتسمان
- ليور ريفايلوف